# Due vite
Due vite (pol. „dwa życia”) – singel włoskiego piosenkarza Marco Mengoniego, napisany przez niego samego we współpracy z Davide Petrellą i Davide Simonettą, wydany cyfrowo 8 lutego 2023 roku jako część albumu Materia (Pelle). Simonetta wyprodukował i skomponował utwór razem z E.D.D. Singel reprezentował Włochy w 67. Konkursie Piosenki Eurowizji w Liverpoolu.

## Historia utworu
8 lutego 2023 teledysk do utworu został opublikowany w serwisie YouTube na kanale artysty. Teledysk do piosenki na wydmach Piscinas na Sardynii wyreżyserował Roberto Ortu. Inspiracją dla utworu była twórczość włoskiego piosenkarza i autora tekstów Lucio Dalli. 11 lutego 2023 kompozycja zwyciężyła 73. edycję corocznego Festiwalu Piosenki Włoskiej w San Remo, dzięki czemu reprezentowała Włochy w 67. Konkursie Piosenki Eurowizji w Liverpoolu. Był to trzeci udział artysty w tym festiwalu, po  „Credimi ancora” w 2010 roku i „L’essenziale” w 2013 roku, z których ten drugi był zwycięski, dzięki czemu reprezentował Włochy w 57. Konkursie Piosenki Eurowizji w Malmö.
Wokalista powiedział, że treść piosenki jest dla niego osobista, stwierdzając:

To nigdy nie kończąca się historia, ponieważ jest to historia i związku pomiędzy racjonalizmem a nieświadomością. Wiele godzin tygodniowo poświęcam na obgadanie moich myśli z profesjonalistą i zrozumiałem, że moja nieświadomość daje mi bardziej realistyczny wkład w moje życie codzienne. [...] Jestem grzesznikiem, który popełnia błędy. Są klapsy i trzeba żyć dalej. Są chwile nudy i przygnębienia, które w każdym razie służą za wszystko: »Due vite« dla mnie jest właśnie o tym

## Lista utworów
- Digital download[8][9]

1. „Due vite” – 3:45
2. „Due vite” (Wersja eurowizyjna) – 3:04

## Odbiór krytyków
Piosenka została w większości dobrze przyjęta przez włoskich krytyków. W swojej recenzji piosenek uczestniczących w 73. festiwalu Sanremo, dziennik społeczno-polityczny Corriere della Sera przyznał „Due vite” ocenę 8 w skali 1–10, opisując piosenkę jako „klasyczną balladę”, która „dobrze dozuje melodię i rytm” oraz w której „myśli ścigają się nawzajem”. Włoska korespondentka amerykańskiego czasopisma Vanity Fair twierdzi, że piosenka „pozwala Mengoniemu popisać się wszystkimi swoimi umiejętnościami wokalnymi”, przynosząc widzowi mnóstwo uczuć. Serwis All Music Italia ocenił piosenkę punktacją 7,5 w skali 1–10, pisząc, że jest to „nowoczesny utwór, który szanuje zarówno piękno wokalne, jak i najlepsze prerogatywy bycia osobistym”. Krytyk z czasopisma Panorama, Gabriele Antonucci, przyznał piosence ocenę 8,5 w skali 1–10, pochwając występ Mengoniego i opizując go jako „mistrzowski, z doskonałym połączeniem głosu, słów i aranżacji”. Recenzja dziennikarza Il Sole 24 Ore dała piosence ocenę 6 w skali 1–10, sugerując brak oryginalności w porównaniu z jego poprzednimi pracami.

## Notowania na listach przebojów

### Tygodniowe
| Kraj            | Notowanie (2023)                    | Najwyższa pozycja |
| --------------- | ----------------------------------- | ----------------- |
| Austria         | Ö3 Austria Top 40                   | 50                |
| Chorwacja       | ARC Top 100                         | 35                |
| Grecja          | IFPI Greece                         | 21                |
| Holandia        | Single Tip 30                       | 29                |
| Islandia        | Tónlistinn                          | 16                |
| Litwa           | Singlų Top 100                      | 14                |
| Malta           | Radiomonitor                        | 20                |
| Niemcy          | Offizielle Deutsche Download Charts | 13                |
| San Marino      | Radio San Marino RTV                | 1                 |
| Szwajcaria      | Singles Top 100                     | 2                 |
| Szwecja         | Sverigetopplistan                   | 56                |
| Świat           | Billboard Global 200                | 80                |
| Wielka Brytania | UK Download Chart                   | 40                |
| Włochy          | FIMI                                | 1                 |

## Certyfikat
| Kraj              | Certyfikat         | Sprzedaż |
| ----------------- | ------------------ | -------- |
| Szwajcaria (IFPI) | złota płyta        | 10 000+  |
| Włochy (FIMI)     | 3× platynowa płyta | 300 000+ |